# Vareiá
Vareiá är en ort i Grekland.   Den ligger i prefekturen Nomós Lésvou och regionen Nordegeiska öarna, i den östra delen av landet, 280 km öster om huvudstaden Aten. Vareiá ligger 8 meter över havet och antalet invånare är 1 133. Den ligger på ön Lesbos.
Terrängen runt Vareiá är kuperad åt sydväst, men österut är den platt. Havet är nära Vareiá åt nordost.  Närmaste större samhälle är Mytilene, 3,9 km nordväst om Vareiá. 